# Cyryl (patriarcha Bułgarii)
Cyryl, imię świeckie Konstantin Markow Konstantinow (ur. 3 stycznia 1901 w Sofii, zm. 17 marca 1971 tamże) – patriarcha Bułgarii, zwierzchnik Bułgarskiego Kościoła Prawosławnego w latach 1953–1971. Pierwszy patriarcha Bułgarii po oficjalnym przywróceniu funkcjonowania patriarchatu. Sprawiedliwy wśród Narodów Świata.

## Młodość
Urodził się w rodzinie pochodzenia albańskiego (według innego źródła był Bułgarem z Macedonii). Ukończył seminarium duchowne w Sofii, po czym studiował teologię kolejno na uniwersytetach w Sofii, Belgradzie i Zagrzebiu, uzyskując stopień jej doktora na Czerniowieckim Uniwersytecie Narodowym im. Jurija Fedkowycza. W latach 1928–1930 studiował w Berlinie filozofię. W czasie studiów, w 1923, złożył śluby zakonne w cerkwi „Sweta Nedelja” w Sofii, a następnie przyjął święcenia kapłańskie. Wykładał w seminarium duchownym w Sofii.

## Biskup
W 1936 otrzymał godność biskupa stobijskiego, a następnie sekretarza Świętego Synodu Bułgarskiego Kościoła Prawosławnego. Od 1938 był metropolitą płowdiwskim. W czasie II wojny światowej występował w obronie Żydów bułgarskich, za co pośmiertnie otrzymał w 2002 tytuł Sprawiedliwego wśród Narodów Świata. Razem z metropolitą Sofii Stefanem odegrał decydującą rolę w przekonywaniu cara Borysa III do niepodejmowania współpracy z Niemcami nazistowskimi w zakresie deportacji Żydów, zaś w Płowdiwie osobiście doprowadził do uwolnienia grupy ponad tysiąca Żydów przygotowywanych już do wywózki. Części z nich zaoferował mieszkanie we własnej rezydencji.
We wrześniu 1944, po przejęciu władzy w Bułgarii przez komunistów, został aresztowany i spędził w więzieniu pół roku, oczekując na proces, do którego ostatecznie nie doszło. Po uwolnieniu na krótko wycofał się z działalności publicznej, podejmując pracę historyka. Jego prace utrzymane były w duchu bułgarskiego nacjonalizmu i dowodziły historycznych praw Bułgarii do zwierzchnictwa nad Macedonią. Pierwsze wystąpienie publiczne metropolity po opisywanym okresie miało miejsce 28 sierpnia 1946 w Monasterze Baczkowskim. Cyryl odnosił się do nadchodzącego referendum w sprawie ustroju państwowego, apelując o głosowanie za proklamacją republiki, przeciwko monarchii. Jego mowę wydrukowała następnie komunistyczna prasa; radykalny wydźwięk wystąpienia sprawił, iż istniały podejrzenia co do autentyczności tekstu. Niewątpliwie jednak metropolita zajął lojalne stanowisko wobec nowych władz kraju. Nie przyłączył się przy tym do wspieranego przez komunistów ruchu na rzecz radykalnej demokratyzacji Cerkwi, zajmując stanowisko umiarkowane między wymienionym ruchem a grupą duchowieństwa konserwatywnego, której przewodził metropolita Wraczy Paisjusz. Jedynie w 1947 i 1948 zgodził się udać do Związku Radzieckiego i opublikować następnie prace chwalące panujący w nim ustrój.
W 1951 wybrany przewodniczącym Świętego Synodu Cerkwi Bułgarskiej (co ówcześnie równało się objęciu zwierzchnictwa w Kościele, zarządzanym kolegialnie), łącząc to stanowisko z obowiązkami metropolity Płowdiwu. Zachował lojalną postawę wobec władz Bułgarskiej Republiki Ludowej, zaakceptował zmiany w wewnętrznym funkcjonowaniu instytucji cerkiewnych narzucone przez nowe władze, co – razem z postawą innych hierarchów – miało wpływ na względnie dobrą (po początkowych prześladowaniach) sytuację Bułgarskiego Kościoła Prawosławnego w porównaniu z innymi autokefalicznymi Cerkwiami w Bloku Wschodnim.

## Patriarcha

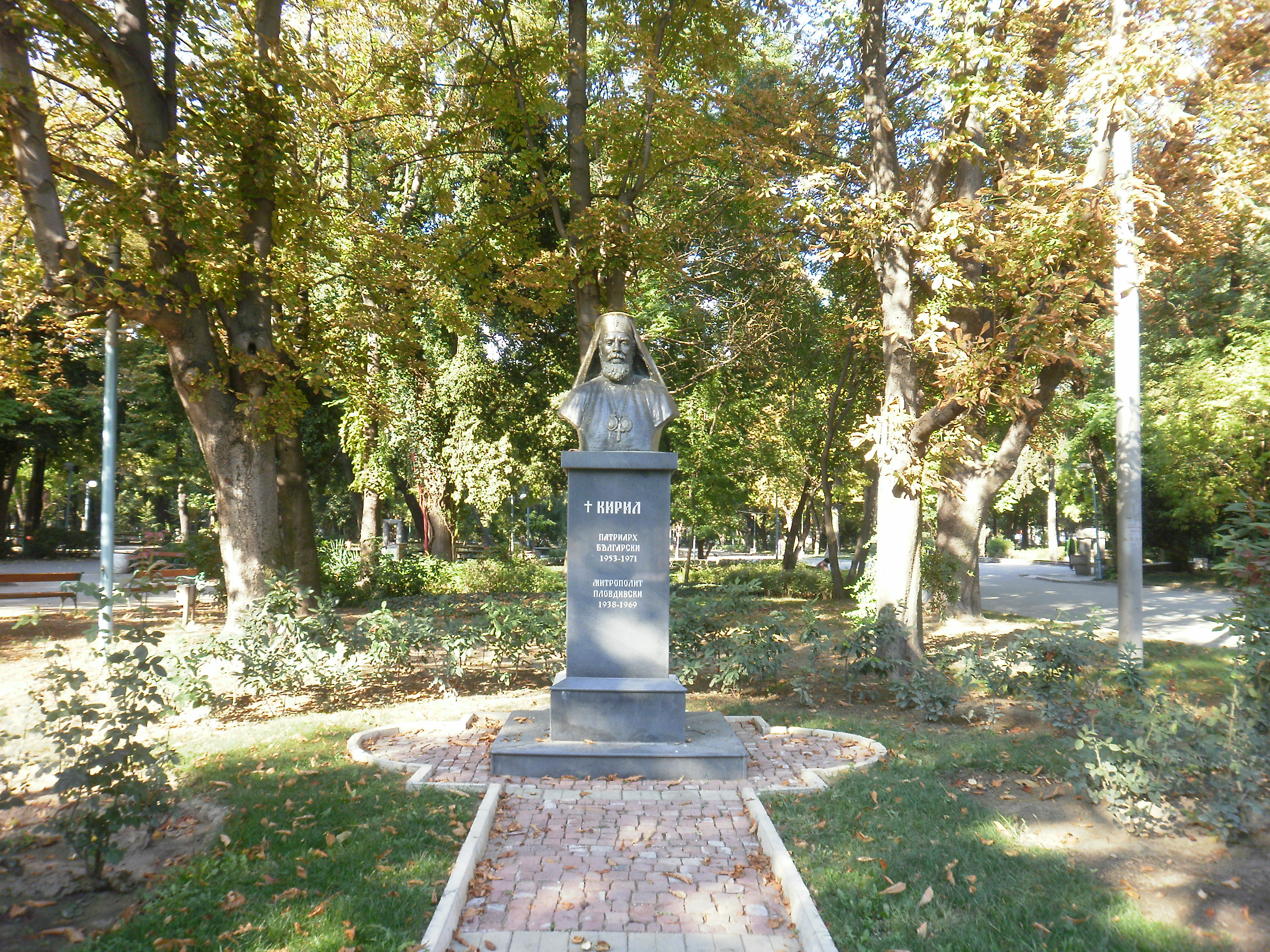
Popiersie Cyryla w Płowdiwie

W 1953, po restytucji patriarchatu Bułgarii (w miejsce egzarchatu), został wybrany na patriarchę i 10 maja intronizowany na urząd patriarchy. Wielokrotnie odwiedzał patriarchę moskiewskiego i całej Rusi Aleksego I, w 1962 złożył również oficjalną wizytę w Patriarchacie Konstantynopolitańskim. Obowiązki zwierzchnika Kościoła łączył z pracą naukową, publikował w dziedzinie teologii oraz historii, specjalizując się w historii prawosławia oraz dziejach bułgarskiego ruchu niepodległościowego. Otrzymał doktoraty honoris causa Akademii Duchownych w Sofii, Moskwie i Leningradzie. Od 1966 był członkiem Bułgarskiej Akademii Nauk w wydziale nauk historycznych i pedagogicznych. W okresie kierowania przez niego Kościołem utrzymywał szerokie kontakty z innymi autokefalicznymi Kościołami prawosławnymi. Zwolennik ekumenizmu, w 1961 wprowadził Bułgarski Kościół Prawosławny do Światowej Rady Kościołów. W okresie sprawowania przez niego urzędu wcześniejsze konflikty między konserwatystami i lewicującym duchowieństwem zostały wyciszone i zażegnane, do czego przyczynił się ogromny autorytet patriarchy jako badacza dziejów Bułgarii oraz jego kompetencje administracyjne. Większość radykałów odeszła ze stanu duchownego lub zaprzestała gwałtownej krytyki hierarchii Cerkwi, podczas gdy najbardziej konserwatywni duchowni zostali zmarginalizowani. Linię postępowania Cyryla w działalności wewnętrznej kontynuował jego następca Maksym.
Dwukrotnie odznaczony orderem „Bułgarska Republika Ludowa” I stopnia i raz orderem świętych Cyryla i Metodego.
Zmarł w Sofii, został pochowany w Monasterze Baczkowskim.
Pośmiertnie, w 2002, otrzymał tytuł Sprawiedliwego wśród Narodów Świata za swoją rolę w ocaleniu 50 tys. bułgarskich Żydów.